# Гюлгейзен
Гюлгейзен (нід. Hulhuizen) — селище в нідерландській провінції Гелдерланд. Входить до муніципалітету Лінгевард.
Перша згадка про населений пункт датується 1253 роком. Наразі у ньому нараховується близько 150 будинків.

## Галерея

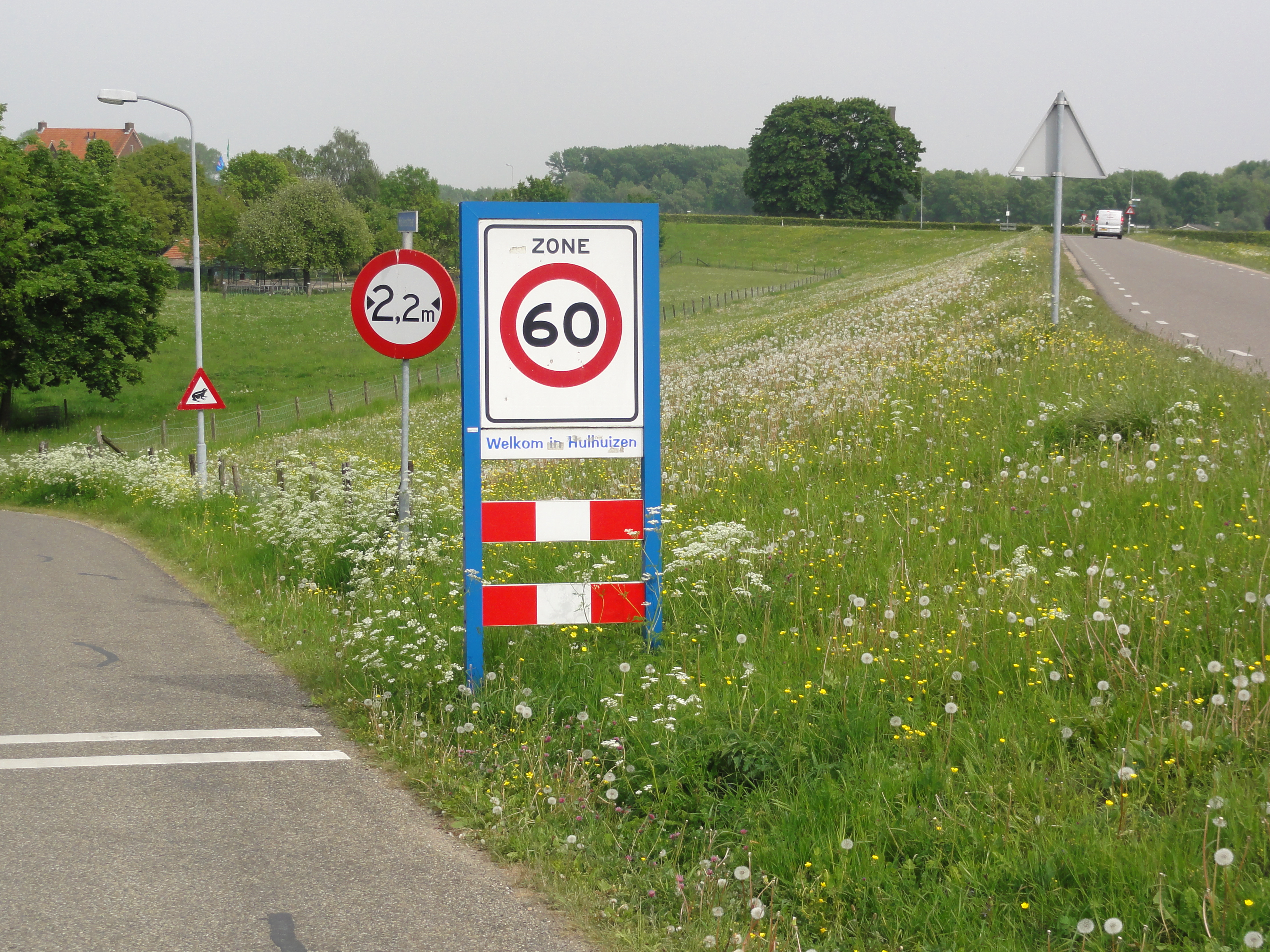
В'їзд до селища
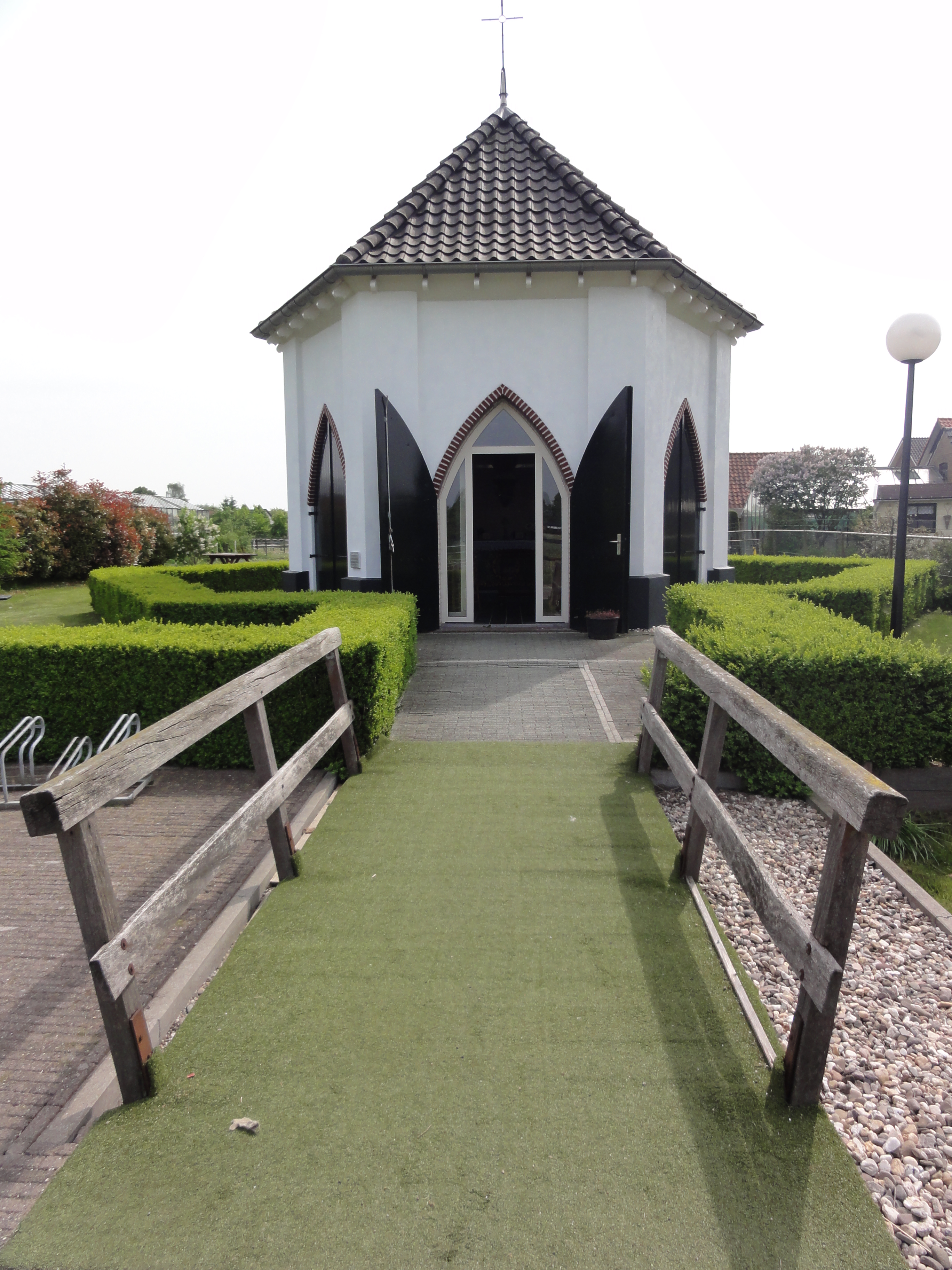
Селищна каплиця